# Kristian Nilsson

Sydsvenska Dagbladet 8 nov 1986, dagen efter inbrottet på Form/Design Center där Kristian Nilssons utställning värderad till 327 000 kr stals.

Kristian Nilsson, född i Karlstad 13 november 1942, död 18 mars 1989 i Stockholm, var en svensk konsthantverkare, guld- och silversmed. Han utbildades på Konstfack 1965–1969 och fick sin gesällutbildning 1971–1973.
Hans arbeten ansågs säregna och väckte stor uppmärksamhet vid utställningar. Kristian Nilsson skapade smycken i en helt egen stil.
Han fick tidigt viktiga kunder, till exempel vid det svenska hovet och hovoperasångerskan Birgit Nilsson.
Hans smycken finns representerade på många av de stora museerna. Kristian Nilsson kallades ofta en främmande fågel i det svenska kulturlivet, långt ifrån den normativa måttfullheten.
Kerstin Wickman skrev "Det var en dramatisk, färgstark, målerisk, djurisk och elegant smyckeskonst han visade fram. I den levde han ut sin skräck, sin passion och lust". 
Kanske mest känd är bilden av honom själv iklädd ett generöst collier med hummerklor, akvamariner och koraller.
Vid ett nattligt inbrott på Form/Design Center i Malmö den 7 november 1986 stals hela Kristian Nilssons utställning, värderad till 327 000 kronor.